# 仁澤地熱發電廠
仁澤地熱發電廠位於臺灣宜蘭縣大同鄉，為台灣電力公司與台灣中油公司共同合作開發的地熱發電廠，也是台電公司繼1993年清水地熱發電廠除役後，相隔30年再有新地熱發電廠加入營運。目前該發電廠施工已完成，並在2023年10月正式商轉。

## 沿革

### 背景
中華民國經濟部轄屬礦業研究所於1966年起針對臺灣北部之大屯山火山群地熱區進行為期六年之大規模地質鑽探調查，評估該地區的地熱資源雄厚，預估裝置容量可達500MW以上，然而當時因工業冶金技術尚未純熟，大屯山火山群所產生之腐蝕性溫泉水無法抽取發電，需投入大量資金建置高價耐酸抗蝕生產設備，整體而言不具經濟效益，因此探勘作業完成後即暫時停擺。
1973年第一次能源危機爆發，為增強臺灣自產能源之比重，經濟部重啟地熱鑽探工作，此次探勘作業遍及全臺各地，其中又以宜蘭縣大同鄉的清水地熱區為首要地區，1976年中國石油公司也加入鑽探行列，除了清水地熱區，另於土場、仁澤地熱區共鑽鑿四口地熱井，經過有系統性的鑽探，確認清水地熱區擁有良好的地熱溫度與豐沛的地熱流體。
經獲得成果良好之鑽探報告，國科會邀集財團法人工業技術研究院、中油公司，以及台電公司組成地熱發電小組，並分別負責探勘、鑽井，以及發電等三項業務，1977年秋季先行完成裝置容量1.5MW的先導型地熱示範發電廠，1981年4月再完成3MW的正式商轉發電廠，同年9月移撥台電公司蘭陽發電廠轄下成立清水地熱分廠營運。
然而清水地熱發電廠所採用的是閃發式地熱發電系統，自地底抽取之溫泉水經一次發電後即排放不再使用，加上熱液產能因井內結垢問題造成逐年衰減，致發電量隨之遞減，運轉12年後於1993年停止發電，產權移撥給宜蘭縣政府。
1985年經濟部能源委員會委託工研院於宜蘭縣大同鄉土場地熱區建置裝置容量0.26MW的朗肯雙循環式發電試驗系統，以作為二氧化碳副產品回收、地熱生產與防垢技術之研究與地熱直接利用研究與示範，經長期運轉證實雙循環發電系統在適當調節控制，下地熱產能並無衰減現象，完成階段性任務後於1994年結束運轉除役。

### 計畫
中華民國政府為推動能源轉型與再生能源發展政策，訂定2025年再生能源於臺灣電網容量占比須達到20%之目標，其中又以太陽光電與風力發電為重點發展項目，而1993年清水地熱發電廠除役後沉寂多年的臺灣地熱發電發展受到立法委員關注，因此經濟部決定召集產、官、學各界重啟臺灣地熱發電計畫，並於2018年3月28日台電公司與中油公司簽署「宜蘭縣仁澤-土場地熱區地熱探勘與發電開發營運」合作意向書，鑿井鑽探方面，雙方決定各出資50%，正式成立國家地熱團隊。
該計畫由中油公司負責探勘及鑿井，台電公司負責發電廠建置及營運，以井廠分營模式共同開發地熱發電，預計分三期完成6口地熱井鑽探，預估可設置裝置容量8MW的地熱發電廠。而在中油鑽探作業展開前，農業委員會林務局羅東林區管理處也邀集中油公司評估既有的仁澤2號地熱井修復之可能性，經評估該井年久失修，考量井口閥門組已鏽蝕無法操作，若洗井加上更換閥門組所費不貲，因此改採於2號井周邊新開鑿仁澤3號、4號井因應。
台電公司為爭取加速完成開發，因此與中油公司同時啟動建置作業，中油公司進行新3、4號井鑽探作業同時，台電公司利用既有之2號井進行產能推估，與訂定併網容量，預估第一期可設置1.4MW之地熱發電廠，計畫期程自2020年1月啟動，2020年7月發包，預估2021年12月併聯發電，2022年2月全數完成，總投資金額新臺幣2.39億元。

### 施工
中油公司部分第一期仁澤3、4號井共投資1.3億元，預估將鑿出兩口1,500公尺的生產井與回注井，同時進行第二期土場地熱區鑽探工作的地點與鑽探目標層的評估工作，預估在2020年啟動鑽探，第三期土場三口井接續第二期完成鑽探後2021年直接展開，第一期鑽探於2018年11月7日舉行開工典禮，由中油公司董事長戴謙主持，並邀請經濟部、台電公司、及地方政界人士共同與會。
仁澤3、4號井採定向鑿井技術鑽探，仁澤3號井朝西南偏斜深入地底，井深1,475公尺，仁澤4號井朝北方偏斜深入地底，井深1,500公尺，2019年4月完成鑿井，開始產能測試。
與此同時台電公司的發電廠籌設過程卻受到多項因素影響進度落後，截至2021年8月進度落後達31.5%，首先因中油完成鑽探工作後，產能測試報告未能如預期的高，使得生產規模訂定延遲六個多月才完成。
其次在電廠用地取得，因電廠所在地係由中油公司向林務局租用，原訂2019年底中油與林務局租約到期後，由台電公司直接轉讓續租，然而卻因受中華電信同時於該地設置電信基地台、用地位於太平山國家森林遊樂區及森林法租用規定等影響租用面積大小問題，致租地、土地分割、興辦事業計畫及土地變更編定等須依序辦理之地用事項整體延後9個月。
第三是再生能源發電設備相關申設程序延宕，由於仁澤-土場地熱發電計畫預定裝置容量1.4MW，屬於經濟部能源局2MW以下之第三型再生能源發電設備，依規定向能源局申辦同意備案，然而發電廠位處山坡地且須辦理興辦事業計畫，依「非都市土地使用管制規則」之規定，興辦事業計畫面積不得少於十公頃，解套方式為，若於仁澤-土場地熱發電計畫訂定為第一型再生能源發電設備，即得免受興辦事業計畫面積不得少於十公頃的面積限制，因此台電改以第一型再生能源發電設備重新提送審查。
仁澤-土場地熱發電計畫於2020年11月21日取得當地原住民茂安部落諮商同意，2021年1月27日取得能源局籌設許可，2月29日完成同意備案，但發電廠工程招標上卻不順利，台電原訂在2020年7月完成發電廠與發電機組採購標案，但當時尚未取得原住民部落諮商同意，擔憂未取得同意之情形下決標恐衍生履約爭議，因此改於2020年11月才對外公開招標，卻又因用地、產能及回注性等開發條件較嚴峻且招標條件嚴格，接連兩次流標，經經濟部國營會邀集台電與中油開會商討後，決定台電僅完成第一期仁澤地熱發電廠計畫，第二期與第三期的土場計畫改由中油公司獨立開發。
台電「仁澤-土場地熱發電計畫」縮減規模，改為「仁澤地熱發電計畫」，裝置容量降低為0.7MW，總投資金額由新臺幣2.39億元調降為2.21億元，經修正招標規範，於2021年8月16日重新公告招標，9月15日開標，10月決標，並預定於2023年6月併聯發電，9月全數完工。2021年10月29日台電公司宣布「宜蘭仁澤地熱發電財物採購帶安裝案」由漢力能源科技公司以1億7,405萬4,573元得標，將採用漢力能源所製造的840kW朗肯雙循環地熱發電機組。
2022年7月14日取得宜蘭縣政府核發施工許可，22日水土保持工程動工，8月31日核發建築執照。2023年5月宜蘭縣長林姿妙前往視察仁澤地熱發電廠，陪同之台電人員表示，地熱發電機組已在2023年3月20日完成安裝，預計6月即可開始試運轉，7月30日與電網併聯發電，並依電業法程序向能源局申請電業執照，最快2024年可以進行商轉，仁澤地熱發電廠總裝置容量0.84MW，預估年發電量470萬度，可供應約1,200戶年家庭用電。
2023 年 10 月 24 日舉辦啟用典禮。

## 設施

### 發電機組
| 發電機型號                         | 地熱發電類型 | 機組數量 | 裝置容量（kW） | 商轉日期       | 狀態   |
| ---------------------------------- | ------------ | -------- | -------------- | -------------- | ------ |
| 臺灣漢力能源科技製朗肯雙循環發電機 | 朗肯雙循環   | 1        | 860            | 2024年（預定） | 施工中 |